# Себастьян-Баррус

Себастьян-Баррус на карте штата.

Себастьян-Баррус (порт. Sebastião Barros) — муниципалитет в Бразилии, входит в штат Пиауи. Составная часть мезорегиона Юго-запад штата Пиауи. Входит в экономико-статистический микрорегион Шападас-ду-Эстрему-Сул-Пиауиенси. Население составляет 3560 человек на 2010 год. Занимает площадь 893,715 км². Плотность населения — 3,98 чел./км².

## Демография
Согласно сведениям, собранным в ходе переписи 2010 г. Национальным институтом географии и статистики (IBGE), население муниципалитета составляет:
| Полное население                               | Полное население                               | Полное население                               | Полное население                               | 3560  |
| ---------------------------------------------- | ---------------------------------------------- | ---------------------------------------------- | ---------------------------------------------- | ----- |
| в том числе:                                   | Городское население                            | 1112                                           | Процент городского населения, %                | 31,24 |
|                                                | Сельское население                             | 2448                                           | Процент сельского населения, %                 | 68,76 |
|                                                | Мужское население                              | 1889                                           | Процент мужского населения, %                  | 53,06 |
|                                                | Женское население                              | 1671                                           | Процент женского населения, %                  | 46,94 |
| Плотность населения, чел/км²                   | Плотность населения, чел/км²                   | Плотность населения, чел/км²                   | Плотность населения, чел/км²                   | 3,98  |
| Население муниципалитета в % к населению штата | Население муниципалитета в % к населению штата | Население муниципалитета в % к населению штата | Население муниципалитета в % к населению штата | 0,11  |

По данным оценки 2016 года, население муниципалитета составляет 3455 жителей.

## Статистика
- Валовой внутренний продукт на 2003 год составляет 6 489 478,00 реалов (данные: Бразильский институт географии и статистики).
- Валовой внутренний продукт на душу населения на 2003 год составляет 1367,65 реалов (данные: Бразильский институт географии и статистики).
- Индекс развития человеческого потенциала на 2000 год составляет 0,566 (данные: Программа развития ООН).